# Lisa Knack

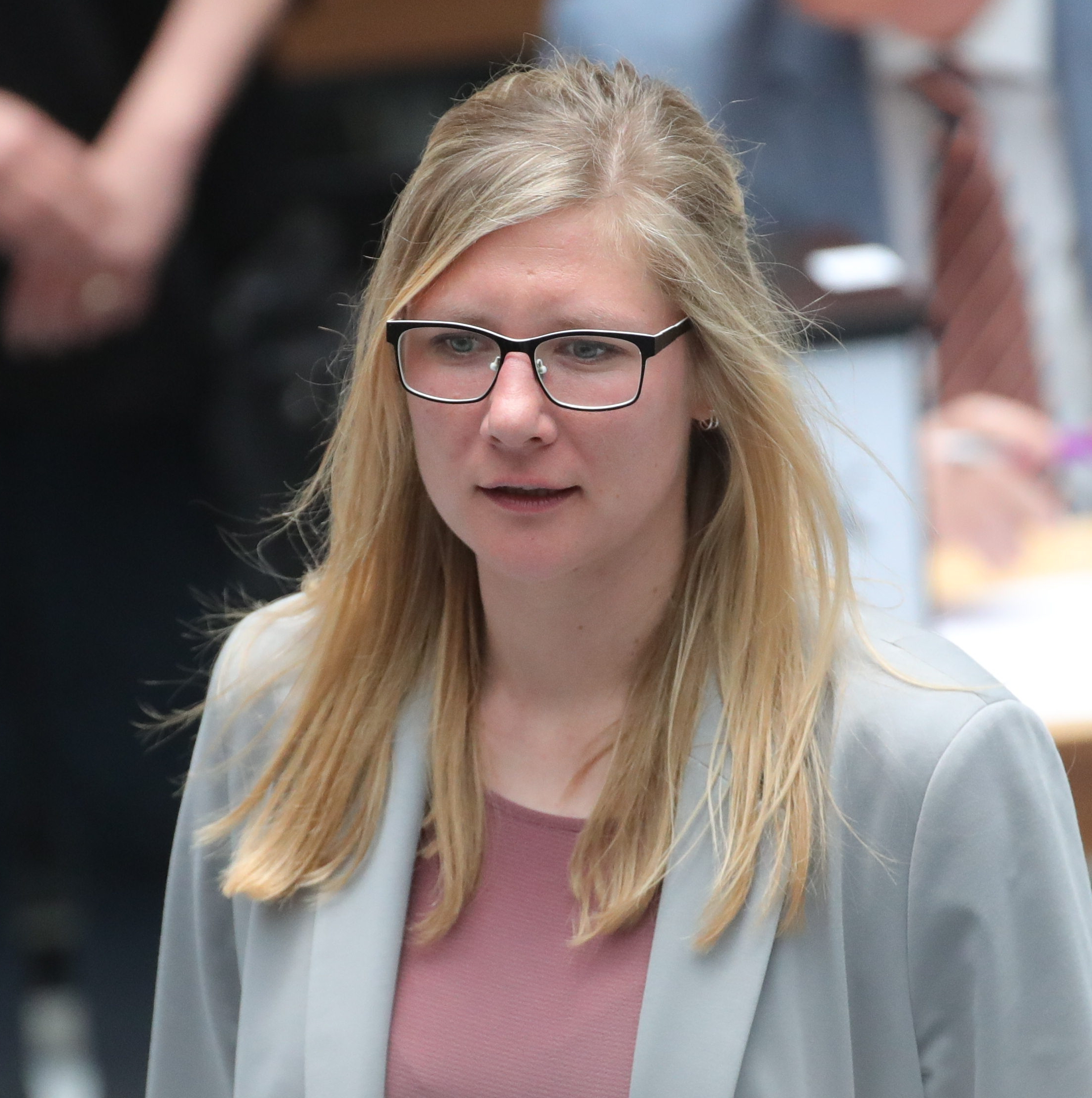
Lisa Knack (2023)

Lisa-Bettina Knack (* 1986) ist eine deutsche Politikerin (CDU) und seit 2023 Mitglied des Abgeordnetenhauses von Berlin.

## Leben
Knack besuchte die Flatow-Oberschule in Berlin-Köpenick, eine Sportschule, da sie in Jugendzeiten aktive Ruderin war. Dort legte sie das Abitur ab. Anschließend studierte sie Sozialpädagogik und schloss das Studium mit dem Bachelor of Arts ab. Bis zu ihrem Einzug ins Abgeordnetenhaus 2023 war sie als Sozialarbeiterin tätig.
Knack ist verheiratet und hat zwei Kinder.

## Politik
Knack kandidierte als Mitglied der CDU bei der Wahl zum Abgeordnetenhaus von Berlin 2021 im Wahlkreis Treptow-Köpenick 4, verfehlte jedoch den Einzug ins Abgeordnetenhaus. Bei der Wiederholungswahl 2023 konnte sie das Direktmandat im Wahlkreis Treptow-Köpenick 4 gewinnen und zog ins Abgeordnetenhaus ein. Dort ist sie Mitglied im Ausschuss für Arbeit und Soziales, im Ausschuss Bildung, Jugend und Familie, im Ausschuss Gesundheit und Pflege, im Hauptausschuss und im Unterausschuss Bezirke, Personal und Verwaltung sowie Produkthaushalt und Personalwirtschaft. 
Knack ist und queerpolitische Sprecherin der CDU-Fraktion im Berliner Abgeordnetenhaus und Mitglied des Berliner Landesverbands der Lesben und Schwule in der Union (LSU).